# Ilex beccariana
Ilex beccariana är en järneksväxtart som beskrevs av Ludwig Eduard Loesener. Ilex beccariana ingår i släktet järnekar, och familjen järneksväxter. Inga underarter finns listade i Catalogue of Life.